# جون كوك (سياسي أمريكي)
جون كوك (بالإنجليزية: John Cook) هو سياسي أمريكي، ولد في 1730 في سميرنا في الولايات المتحدة، وتوفي بنفس المكان في 27 أكتوبر 1789. انتخب عضو مجلس ولاية ديلاوير وانتخب حاكم ولاية ديلاوير ‏ (4 نوفمبر 1782 – 1 فبراير 1783).